# 建设街道 (松原市)
建设街道，是中华人民共和国吉林省松原市宁江区下辖的一个乡镇级行政单位。

## 行政区划
建设街道下辖以下地区：
建民社区、建荣社区和建业社区。